# 231675 Amandastadermann
231675 Amandastadermann este o planetă minoră (asteroid) din centura de asteroizi. A fost descoperită pe 12 septembrie 1994 la Observatorul Național Kitt Peak de Spacewatch. 
Obiectul prezintă o orbită caracterizată de o semiaxă mare de 2,2847095556445 UAi, o excentricitate de 0,095250682005243, o înclinație de 3,6814655918721 ° în raport cu ecliptica.